# Temnora wollastoni
Temnora wollastoni är en fjärilsart som beskrevs av Rothschild och Jordan 1908. Temnora wollastoni ingår i släktet Temnora och familjen svärmare. Inga underarter finns listade i Catalogue of Life.